# Augsburger Stadtlexikon
Das Augsburger Stadtlexikon, auch Stadtlexikon Augsburg, ist ein Lexikon über die Stadt Augsburg. Es wurde 1985 erstmals in gedruckter Form herausgegeben. Seit 2007 ist das Augsburger Stadtlexikon kostenlos online verfügbar.

## Geschichte

### Erste Auflage
Zum 2000-jährigen Gründungsjubiläum der Stadt Augsburg im Jahre 1985 wurde beschlossen, ein Stadtlexikon herauszubringen. Hierzu entwickelten die Redakteure Wilhelm Liebhart und Josef Mančal ein elektronisches Sortier- und Verarbeitungsprogramm, um die Literatur und Lemmata des Augustana-Katalogs lexikal aufzuarbeiten und zur Verfügung zu stellen.
Die Herausgeber der ersten Auflage sind (alphabetisch geordnet):
- Wolfram Baer, Direktor des Stadtarchivs Augsburg
- Josef Bellot, Direktor der Staats- und Stadtbibliothek Augsburg a. D.
- Tilman Falk, Direktor der Städtischen Kunstsammlungen Augsburg
- Rudolf Frankenberger, ltd. Bibliotheksdirektor der Universitätsbibliothek Augsburg
- Hans Frei, Heimatpfleger des Bezirks Schwaben
- Pankraz Fried, Ordinarius für bayerische Landesgeschichte an der Universität Augsburg
- Wilhelm Liebhart (Redaktion), Bibliotheksrat an der Universitätsbibliothek Augsburg
- Josef Mančal (Redaktion), wiss. Mitarbeiter am Stadtarchiv Augsburg

Der Rotary Club Augsburg und die Stadt Augsburg förderten die Fertigstellung des Konzepts, Druck und die Publikation finanziell. Unter dem Titel Augsburger Stadtlexikon: Geschichte, Gesellschaft, Kultur, Recht, Wirtschaft erschien das 432-seitige Buch beim Perlach Verlag Augsburg in der Druckerei Joh. Walch. 59 Autoren schrieben etwa 2000 Stichwortartikel.
Das Geleitwort verfasste und signierte der Augsburger Bürgermeister und Kulturreferent Ludwig Kotter (CSU). Er bezeichnete darin das Augsburger Stadtlexikon als ein Kompaktlexikon, das die Geschichte verstorbener Augsburger Persönlichkeiten, Firmen und Vereine sowie die Bedeutung einiger Straßennamen umfasst. Rudolf Frankenberger fügte in seinem Vorwort hinzu, dass das Lexikon eine Dokumentation zur Geschichte und Gegenwart, zu Gesellschaft, Wirtschaft, Recht und Kultur der Stadt Augsburg mit folgenden Schwerpunkten darstellt:
- allgemeine politische Stadtgeschichte von der Römer- bis zur Nachkriegszeit
- Topographie der Stadt
- Kirchengeschichte
- Firmengeschichte
- Vereinsgeschichte
- Familiengeschichte
- Stiftungs- und Wohlfahrtsgeschichte
- Schulgeschichte

Das Augsburger Stadtlexikon war zum Erscheinungszeitpunkt „in der deutschen Städtelandschaft eine absolute Seltenheit“ und stellte eine Vorreiterrolle für weitere Stadtlexika dar.

### Zweite Auflage
Im Jahre 1998 erschien im gleichen Verlag unter dem Titel Augsburger Stadtlexikon eine völlig überarbeitete und wesentlich erweiterte Neuauflage, die von Günther Grünsteudel, Günter Hägele und Rudolf Frankenberger redigiert und herausgegeben wurde. Sie enthält auf 999 Seiten etwa 3000 Stichwortartikel und 16 essayistisch verfasste Überblicksartikel.
Das Geleitwort verfasste und signierte der Augsburger Oberbürgermeister Peter Menacher (CSU). Darin bezeichnete er das Stadtlexikon als informatives Handbuch, das von Grund auf überarbeitet und mit Illustrationen reichhaltig versehen wurde. Laut dem Vorwort stellt diese Auflage einen Abriss der allgemeinen Geschichte Augsburgs dar, dem thematisch verschiedene Überblicksartikel zur allgemein-politischen Geschichte sowie Wirtschafts- und Kulturgeschichte vorangestellt wurden. Die Stichworte der Erstauflage wurden revidiert und etwa 1000 Stichworte von den über 100 Autoren hinzugefügt. Hauptsächlich geben sie Informationen zur Kulturgeschichte, zur Geschichte des 19. und 20. Jahrhunderts sowie der städtischen Eliten des Spätmittelalters und der Frühen Neuzeit und mitunter Publikationen unveröffentlichter Forschungsergebnisse zu letzterem wieder.

### Online-Lexikon
Als der Perlach-Verlag im Jahre 2007 Konkurs anmelden musste, erwarb der Wißner-Verlag die Urheberrechte an dem Lexikon. Da ein verlegerischer Gewinn nicht mehr zu erzielen war, wurde das Lexikon mit Hilfe von Sponsoren digitalisiert ins Internet gestellt und war damit eines der ersten Stadt-Lexika, die im Internet frei abrufbar waren. Die heutige online-Ausgabe wird fortwährend erweitert und aktualisiert. Sie bietet Volltextrecherche-Möglichkeiten, lässt sich auch nach Autoren durchsuchen und enthält Tabellen sowie Literaturangaben.

#### Sponsoren
Gefördert wird das Online-Lexikon von der Kurt und Felicitas Viermetz Stiftung und der Stiftung Augsburger Wissenschaftsförderung. Weitere Sponsoren werden seit September 2014 für eine Software-Aktualisierung gesucht. Derzeit ist das freie Web-Content-Management-System TYPO3 im Einsatz.

## Ausgaben
- Wolfram Baer u. a. (Hrsg.): Augsburger Stadtlexikon. Geschichte, Gesellschaft, Kultur, Recht, Wirtschaft. Perlach, Augsburg 1985, ISBN 3-922769-16-0.
- Günther Grünsteudel u. a. (Hrsg.): Augsburger Stadtlexikon. 2. überarb. u. erw. Auflage. Perlach, Augsburg 1998, ISBN 3-922769-28-4.